# Arctia sicula
Arctia sicula är en fjärilsart som beskrevs av Philipp Christoph Zeller 1847. Arctia sicula ingår i släktet Arctia och familjen björnspinnare. Inga underarter finns listade i Catalogue of Life.